# معاداة الروس

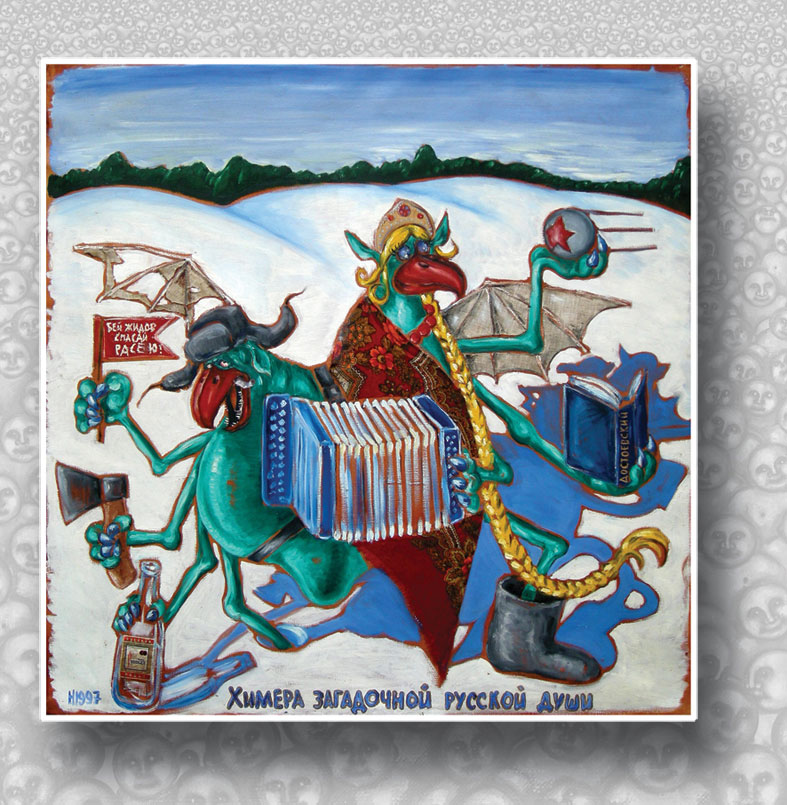
لوحة بريشة الرسامة لينا هادس عن الصور النمطية الشائعة بين الأجانب تجاه الروس

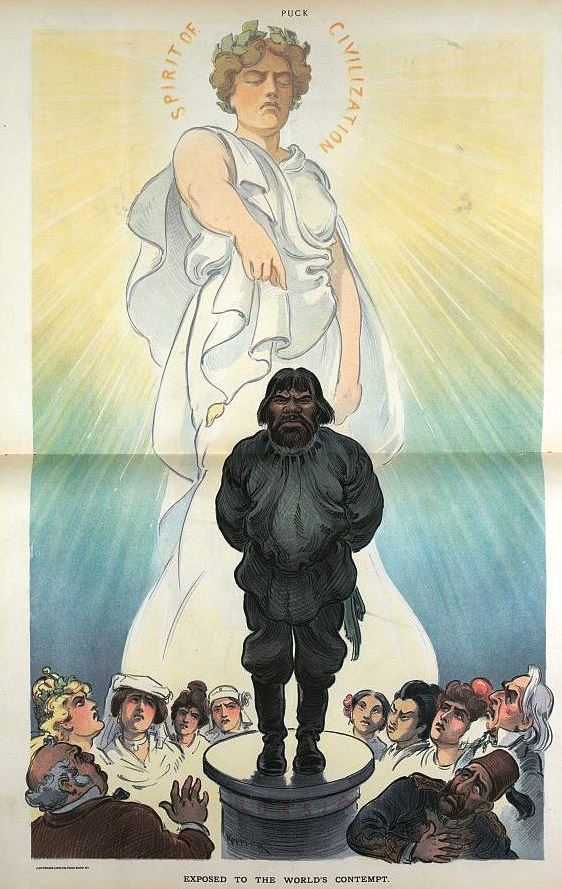
رسم من مجلة "بوك" الهزلية يصور شخص روسي وحوله شخصيات من بلدان مختلفة في ضوء البوغروم في كيشنيف (أبريل 1903) - 17 يونيو 1903

معاداة الروس أو كراهية الروس (الروسوفوبيا) هو الخوف من أو كراهية روسيا أو الروس أو الثقافة الروسية أو كليهما معًا. توجد هناك العديد من العبارات المبتذلة حول الثقافة الشعبية الروسية. تطورت الكثير من هذه الصور النمطية في العالم الغربي بعد فترة الحرب الباردة، واستخدمت في المقام الأول كأدوات في الحرب السياسية ضد الاتحاد السوفيتي. لا يزال من الممكن ملاحظة بعض هذه التحيزات ضمن نقاشات العلاقات مع روسيا. توصف الصورة السلبية الممثلة لروسيا والروس بشكل عام ضمن الثقافة الشعبية المعاصرة بكونها وظيفية، إذ تستخدم هذه الصور النمطية من أجل إعادة هيكلة الصورة الواقعية، مثل خلق صورة وهمية للعدو كعذر أو لأسباب توضيحية. كثيرًا ما تعرضت هوليوود للنقد نتيجة تمثيلها المفرط والمستمر للروس بدور الأشرار في الأفلام والأعمال السينمائية.
على الجانب الآخر، يتعرض القوميون الروس والمدافعون عن السياسة الروسية للنقد نتيجة استخدامهم مزاعم «الروسوفوبيا» كشكل من البروباغندا لمواجهة النقد الذي تتعرض له روسيا.

## الإحصائيات
في شهر أكتوبر من عام 2014، أعلنت منظمة غالوب الدولية تبعًا للتصويت الذي قامت به أن العداء تجاه الروس كان قويًا إلى حدٍّ ما ضمن أوروبا والغرب بشكل عام. ووجدت أن روسيا كانت الأقل شعبية بين مجموعة الدول الصناعية الثمانية حول العالم. كانت نسبة السكان ذوي النظرة «السلبية جدًا» تجاه روسيا 73% في جمهورية كوسوفو، و62% في فنلندا، و57% في النرويج، و42% في جمهورية التشيك، وسويسرا، و37% في ألمانيا و32% في الدنمارك وبولندا و23% في أستونيا. بشكل عام، كانت نسبة المشاركين في الاستطلاع ممن امتلكوا نظرة إيجابية تجاه روسيا 31% فقط.
تبعًا لاستطلاع قام به مركز بيو للأبحاث، ساءت المواقف تجاه روسيا ضمن معظم البلدان خلال اضطرابات 2014 الموالية لروسيا في أوكرانيا. بين عامي 2013 و2014، ارتفع متوسط المواقف السلبية في أوروبا من 54% إلى 75%، ومن 43% إلى 72% في الولايات المتحدة. كما ارتفعت نسبة المواقف السلبية في منطقة الشرق الأوسط بالمقارنة مع عام 2013، كما هو الحال في أمريكا اللاتينية وآسيا وأفريقيا.
هناك سؤال حول ما إذا ساهمت المواقف السلبية تجاه روسيا أو النقد المتكرر للحكومة الروسية في الإعلام الغربي في تطور موقف سلبي تجاه المواطنين الروس والثقافة الروسية. في مقال نشرته صحيفة الغارديان، يدّعي الأكاديمي البريطاني بيير روبنسون أن «الحكومات الغربية في الواقع تنخرط في الكثير من الأحيان في البروباغندا التي تنطوي على المبالغة والتجاوز والتضليل». في استطلاع أقيم عام 2012، بلغت نسبة المهاجرين الروس في الاتحاد الأوروبي الذين أشاروا إلى تعرضهم لجرائم كراهية ذات دوافع عنصرية 5%، وهي أقل من المتوسط البالغ 10% الذي ذكرته عدة مجموعات من المهاجرين والأقليات العرقية في الاتحاد الأوروبي. نسبة 17% من المهاجرين الروس ضمن الاتحاد الأوروبي قالوا إنهم كانوا ضحايا لجرائم خلال الـ 12 شهرًا الماضية، مثل السرقة والتهجم والتخويف والمضايقات، مقارنة بنسبة 24% حسبما ذكرته عدة مجموعات من المهاجرين والأقليات العرقية.

## تاريخ
في 19 أكتوبر من عام 1797، استلمت حكومة المديرين الفرنسية ملفًا من الجنرال البولندي ميشال سوكولنيكي بعنوان «نظرة عامة على روسيا». عرف ذلك فيما بعد بـ «وصية بيتر الأعظم» ونشرت لأول مرة عام 1812 خلال فترة الحروب النابليونية، حسب كتاب تشارلز لويس ليزور الشهير بعنوان: «تقدم القوى الروسية» فإن تلك كانت وصية نابليون الأول، الذي أمر بنشر سلسلة من المقالات التي تظهر أن «أوروبا في طريقها الحتمي لتصبح غنيمة لروسيا». استمرت البروباغندا ضد روسيا في الفترة التي تلت الحروب النابليونية من قبل صديق نابليون دومينيك جورج فريدريك دو برات، والذي صوّر روسيا ضمن سلسلة من كتبه على أنها «مستبدة» و«آسيوية» ومتعطشة لحكم أوروبا. كتب الفيلسوف الفرنسي جوزيف دو مايستر جملته الشهيرة بالعودة إلى القوانين الدستورية الروسية الجديدة عام 1811: «كلّ أمة تحظى بالحكومة التي تستحقها».
في الفترة ما بين عامي 1815 و1840، بدأ الإعلاميون البريطانيون بالتذمر حول التحفظ الشديد لروسيا وجهودها لوقف أو عكس الإصلاحات. تنامت المخاوف حول مخططات روسيا لقطع الاتصالات بين بريطانيا والهند ونيتها باحتلال أفغانستان في سبيل تحقيق ذلك الهدف. أدى ذلك إلى ظهور السياسات البريطانية المعروفة بـ «اللعبة الكبرى» لوقف التمدد الروسي في آسيا الوسطى. خلص المؤرخون ذوو الوصول إلى الأرشيفات الروسية إلى أن روسيا لم تمتلك أي خطط بخصوص الهند، كما أقرت روسيا بذلك مرارًا وتكرارًا.
في عام 1867، قدم الشاعر الروسي فيودور إيفانوفيتش تيوتشيف، الدبلوماسي وعضو مكتب وصي العرش الروسي مصطلح «الروسوفوبيا» في رسالته إلى ابنته آنا أكساكوفا في 20 سبتمبر من عام 1867، والتي قصد بها عددًا من الليبراليين الروس الموالين للغرب الذين يظهرون بأنهم كانوا فقط يتبعون مبادئهم الليبرالية، فطوروا مواقف سلبية تجاه بلدهم ودائمًا ما اتخذوا الموقف الموالي للغرب والمعادي لروسيا، بغض النظر عن أي تغييرات تحصل في المجتمع الروسي أو حتى موقف الغرب منهم في حال غيروا مواقفهم. رأى تيوتشيف أن الموقف العدائي للروس من قبل الغرب هو نتيجة سوء فهم حاصل بسبب الفروقات الحضارية بين الغرب والشرق. وبكونه متمسكًا بالقومية السلافية، اعتقد أن المهمة التاريخية للشعوب السلافية هي التوحد ضمن إمبراطورية روسية تضم القوميين السلافيين والمسيحيون الأرثوذكس من أجل حفظ هويتهم السلافية ومنع التّحلل الثقافي؛ كما يشير في كلماته إلى بولندا، تلك الدولة السلافية والكاثوليكية المُشار إليها في الأدب كـ «يهوذا» بين السلافيين. عاد المصطلح إلى القواميس السياسية للاتحاد السوفيتي في منتصف ثلاثينيات القرن الماضي. أرجعت أعمال لاحقة قام بها أكاديميون روس مثل إيغور شافرافيتش انتشار كراهية الروس إلى الصهاينة.
في عام 1843، نشر ماكي دو كوستين كتابه باهر النجاح المؤلف من أربعة مجلدات «روسيا في العام 1839». عرضت رواية كوستين فرنسا على أنها مكان حيث «تكون قشرة الحضارة الأوروبية أرق من الوثوق بها». حظي الكتاب بنجاح كبير لدرجة صدور عدة نسخ رسمية ومقرصنة له من بعده، بالإضافة إلى نسخ مترجمة ومضغوطة إلى كل من الألمانية والهولندية والإنجليزية. بيعت نحو 200 ألف نسخة مع حلول العام 1846.
كتب الاقتصادي البريطاني المؤثر جون مينارد كينز آراءً مثيرة للجدل حول روسيا، مثل أن الظلم المتأصل في البلاد، والذي يعود بجذوره إلى الثورة الحمراء، لربما كان حصيلة توحّش الطبيعة الروسية، كما ينسب القسوة والغباء إلى الطغيان الحاصل في كل من روسيا القديمة (القيصرية) وروسيا الحديثة (السوفيتية).
خلال ثلاثينيات وأربعينيات القرن الماضي، نظر أدولف هتلر والحزب النازي إلى الاتحاد السوفيتي على أنه شعب من السلافيين يقودهم حُكّام يهود بلاشفة.

يصرح هتلر في كتابه «كفاحي» باعتقاده بأن دولة روسيا كانت نتيجة عمل عناصر ألمانية فيها وليس السلافيين، إذ يقول:
«هناك يبدو القدر توّاقًا ليعطينا علامة منه. عبر تسليم روسيا للبلشيف الذي سرق منها المبدعين الذين كانوا أساس وعماد البلاد. إن تنظيم الدولة الروسية لم يكن نتيجة القدرات السياسية للسلافيين في روسيا، بل كان مثالًا ممتازًا لمدى فعالية تنظيم الدولة للعنصر الألماني، ضمن عرقٍ أقلّ شأنًا».
دعت خطة نازية سريعة عرفت بـ «جنرالبلان أوست» وتعني (الخطة الرئيسية للشرق) إلى استعباد أو طرد أو إبادة معظم الشعوب السلافية في أوروبا.
مات قرابة الـ 2.8 مليون من أسرى الحرب السوفيت نتيجة الجوع وسوء المعاملة أو الإعدامات خلال 8 شهور فقط بين عامي 1941 و1942.

في 13 يوليو عام 1941، بعد 3 أسابيع من عملية بارباروسا (اجتياح ألمانيا النازية للاتحاد السوفيتي)، توجه قائد الجيش النازي هاينريش هيملر مخاطبًا مجموعة من رجال جيشه قائلًا:
«هذه معركة أيديولوجية وصراع بين الأعراق. هنا في قلب الصراع تقف الاشتراكية الوطنية: أيديولوجيا مبنية على قيمة أصولنا الجرمانية الشمالي أوروبية.. بينما على الجانب الآخر يقف شعبٌ من 180 مليون شخص من مختلف الأعراق، لديهم أسماءٌ صعبة اللفظ، ببنية جسدية تجعلك تطلق النار على أي منهم دون شفقة أو رحمة. هؤلاء الوحوش الذين يعذبون كل سجين ورجلٍ جريح من طرفنا يمر أمامهم، لا تعاملوهم بإحسان، وسترون ذلك بأنفسكم. هؤلاء الأشخاص التحموا من قبل اليهود ضمن ديانة واحدة وأيديولوجيا واحدة أطلقوا عليها اسم البلشفية. أيها الرجال، عندما تقاتلون هناك في الشرق، فأنتم تقدمون على الصراع ضد أشباه البشر، وأعراق دونية ظهرت ذات يومٍ تحت مسمى «الهون»، ومرة أخرى قبل ألف عام حين حكم الملك هنري وأوتو الأول تحت اسم «المجر»، ومرة أخرى تحت اسم التتار، ومرة أيضًا تحت اسم جنكيز خان والمغول. هم يظهرون اليوم باسم الروس تحت غطاءٍ سياسي يدعى البلشفية.»